# Le Cor
Le Cor est l’un des plus célèbres poèmes d'Alfred de Vigny, publié en 1826 dans le recueil Poèmes antiques et modernes.

## Poème
LE COR.

Ballade.

I.

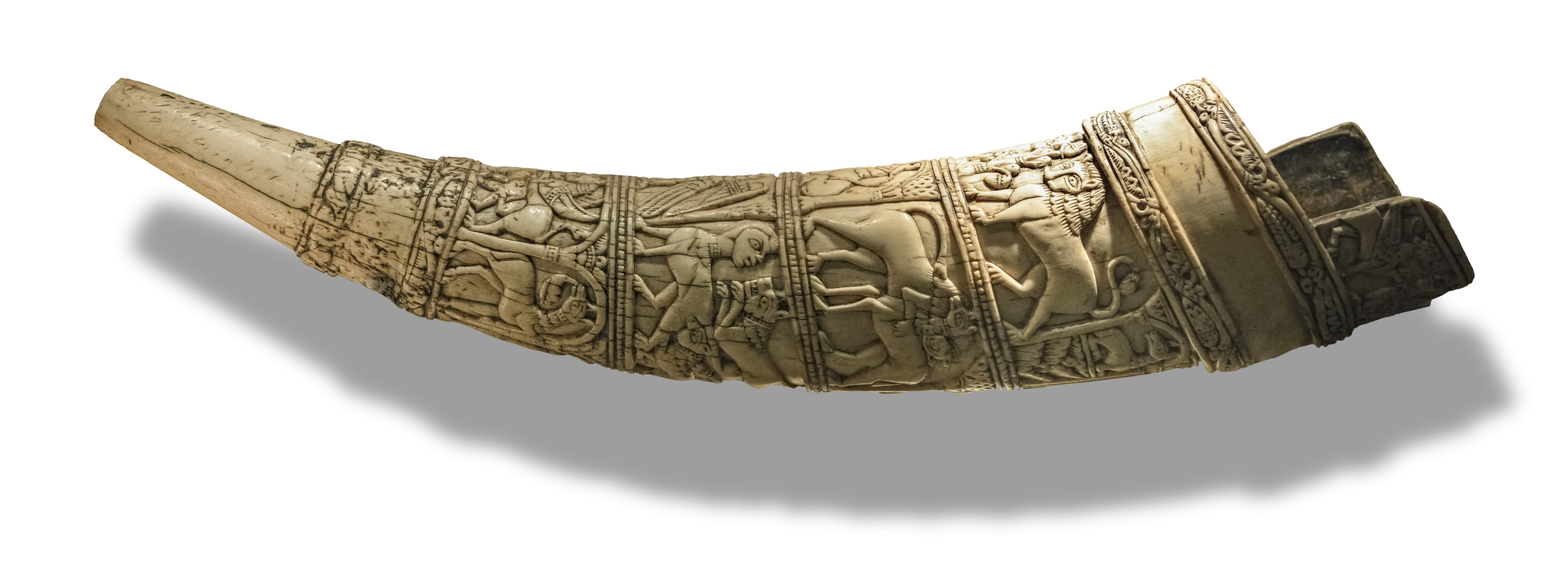
Olifant du XI, dit « cor de Roland »

J'aime le son du Cor, le soir, au fond des bois,

Soit qu'il chante les pleurs de la biche aux abois,

Ou l'adieu du chasseur que l'écho faible accueille,

Et que le vent du nord porte de feuille en feuille.

Que de fois seul dans l'ombre à minuit demeuré,

J'ai souri de l'entendre, et plus souvent pleuré !

Car je croyais ouïr de ces bruits prophétiques

Qui précédaient la mort des Paladins antiques.

O montagnes d'azur ! ô pays adoré !

Rocs de la Frazona, cirque du Marboré,

Cascades qui tombez des neiges entraînées,

Sources, gaves, ruisseaux, torrens des Pyrénées ;

Monts gelés et fleuris, trône des deux saisons,

Dont le front est de glace et le pied de gazons,

C'est là qu'il faut s'asseoir, c'est là qu'il faut entendre

Les airs lointains d'un Cor mélancolique et tendre.

Souvent un voyageur, lorsque l'air est sans bruit,

De cette voix d'airain fait retentir la nuit ;

A ses chants cadencés autour de lui se mêle

L'harmonieux grelot du jeune agneau qui bêle.

Une biche attentive, au lieu de se cacher,

Se suspend immobile au sommet du rocher,

Et la cascade unit, dans une chute immense,

Son éternelle plainte au chant de la romance.

Âmes des Chevaliers, revenez-vous encor?

Est-ce vous qui parlez avec la voix du Cor ?

Roncevaux ! Roncevaux ! Dans ta sombre vallée

L'ombre du grand Roland n'est donc pas consolée !

II.

Tous les preux étaient morts, mais aucun n'avait fui.

Il reste seul debout, Olivier près de lui,

L'Afrique sur les monts l'entoure et tremble encore.

— Roland, tu vas mourir, rends-toi, criait le More ;

Tous tes Pairs sont couchés dans les eaux des torrens.

Il rugit comme un tigre, et dit : « Si je me rends,

» Africain, ce sera lorsque les Pyrénées

» Sur l'onde avec leurs corps rouleront entraînées.

» — Rends-toi donc, répond-il, ou meurs, car les voilà. »

Et du plus haut des monts un grand rocher roula.

Il bondit, il roula jusqu'au fond de l'abîme

Et de ses pins, dans l'onde, il vint briser la cime.

« — Merci, cria Roland, tu m'as fait un chemin. »

Et jusqu'au pied des monts le roulant d'une main,

Sur le roc affermi comme un géant s'élance,

Et prête à fuir, l'armée à ce seul pas balance.

III.

Tranquilles cependant, Charlemagne et ses preux

Descendaient la montagne et se parlaient entre eux.

A l'horizon déjà, par leurs eaux signalées,

De Luz et d'Argelès se montraient les vallées.

L'armée applaudissait. Le luth du troubadour

S'accordait pour chanter les saules de l'Adour ;

Le vin français coulait dans la coupe étrangère ;

Le soldat, en riant, parlait à la bergère.

Roland gardait les monts ; tous passaient sans effroi.

Assis nonchalamment sur un noir palefroi

Qui marchait revêtu de housses violettes,

Turpin disait, tenant les saintes amulettes :

« Sire, on voit dans le ciel des nuages de feu ;

» Suspendez votre marche ; il ne faut tenter Dieu.

» Par le grand saint Denis, certes ce sont des ames

» Qui passent dans les airs sur ces vapeurs de flammes.

» Deux éclairs ont relui, puis deux autres encor. »

Ici l'on entendit le son lointain du Cor.

L'Empereur étonné, se jetant en arrière,

Suspend du destrier la marche aventurière.

« Entendez-vous ? dit-il. — Oui, ce sont des pasteurs

» Rappelant les troupeaux épars sur les hauteurs,

» Répondit l'archevêque, ou la voix étouffée

» Du nain vert Obéron qui parle avec sa Fée. »

Et l'Empereur poursuit ; mais son front soucieux

Est plus sombre et plus noir que l'orage des cieux.

Il redoute en secret les trahisons du More.

Le Cor éclate et meurt, se tait et sonne encore.

« — Malheur ! c'est mon neveu, malheur car si Roland

» Appelle à son secours, ce doit être en mourant.

» Arrière ! chevaliers, repassons la montagne !

» Tremble encor sous nos pieds, sol trompeur de l'Espagne. »

IV.

Sur le plus haut des monts s'arrêtent les chevaux ;

L'écume les blanchit ; sous leurs pieds, Roncevaux

Des feux mourans du jour à peine se colore.

A l'horizon lointain fuit l'étendard du More.

« — Turpin, n'as-tu rien vu dans le fond du torrent ?

» — J'y vois deux chevaliers; l'un mort, l'autre expirant.

» Tous deux sont écrasés sous une roche noire ;

» Le plus fort, dans sa main élève un Cor d'ivoire,

» Son âme en s'exhalant nous appela deux fois. »

Dieu ! que le son du Cor est triste au fond des bois !
— Alfred de Vigny, Poèmes antiques et modernes, 1826

## Inspiration

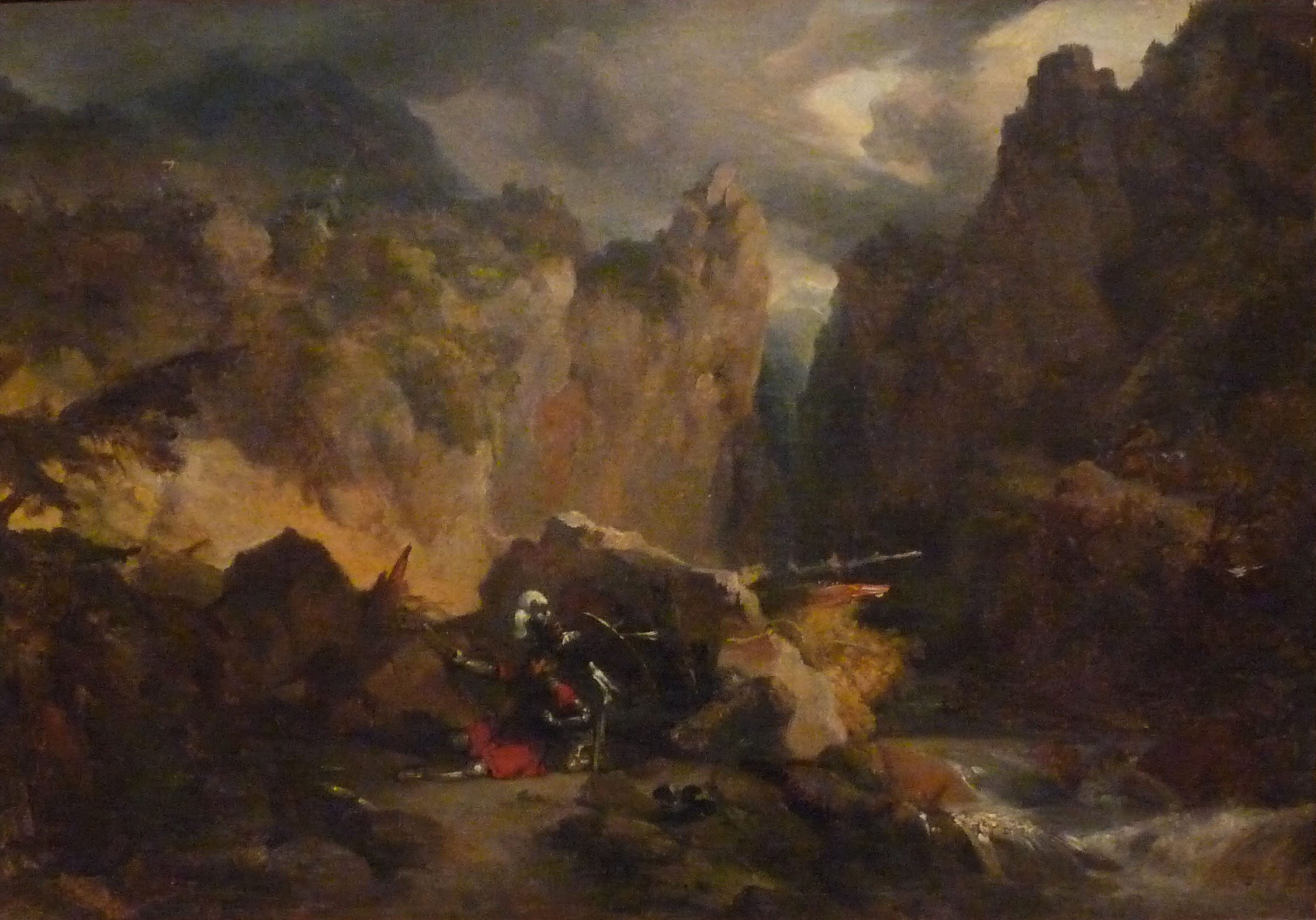
La Mort de Roland, huile sur toile de Achille-Etna Michallon de 1819 qui pourrait avoir inspiré Alfred de Vigny.

Le Cor est fondé sur la Chronique des prouesses et faits d'armes de Charlemagne attribuée à l'archevêque Turpin,. Alfred de Vigny a pu en lire par exemple un résumé dans la revue Bibliothèque Universelle des Romans daté de juillet 1777 ou dans une version dramatisée en 1819 par Louis-Antoine-François de Marchangy dans la Gaule Poétique,. Il a pu aussi voir le tableau d'Achille-Etna Michallon intitulé La Mort de Roland, une commande présentée au Salon en 1819,.
Alfred de Vigny débute une tragédie titrée Roland dans les années 1815-1817. Il y travaille péniblement en 1821 alors qu'il est en garnison à Rouen puis plus tard en 1823. Elle reste inachevée et il la brûlera en 1832 lorsqu'atteint du choléra, il craint la publication posthume de ses œuvres de jeunesse. Mais son intérêt pour le personnage de Roland profite plus tard au Cor.
L'inspiration de ce poème qui l'avait longtemps hanté lui est venue dès son arrivée dans les Pyrénées en 1823. Il en compose la version définitive peu après son mariage en 1825 alors qu'il est en congé à Pau. Le Cor est d'abord publié dans la revue Les Annales Romantiques le 28 décembre 1825 puis dans le recueil Poèmes antiques et modernes qui parait le 11 janvier 1826.